# 杉田站 (神奈川縣)

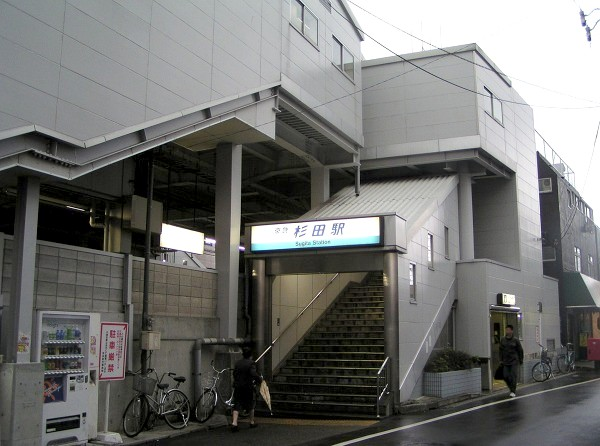
西口（2006年5月）

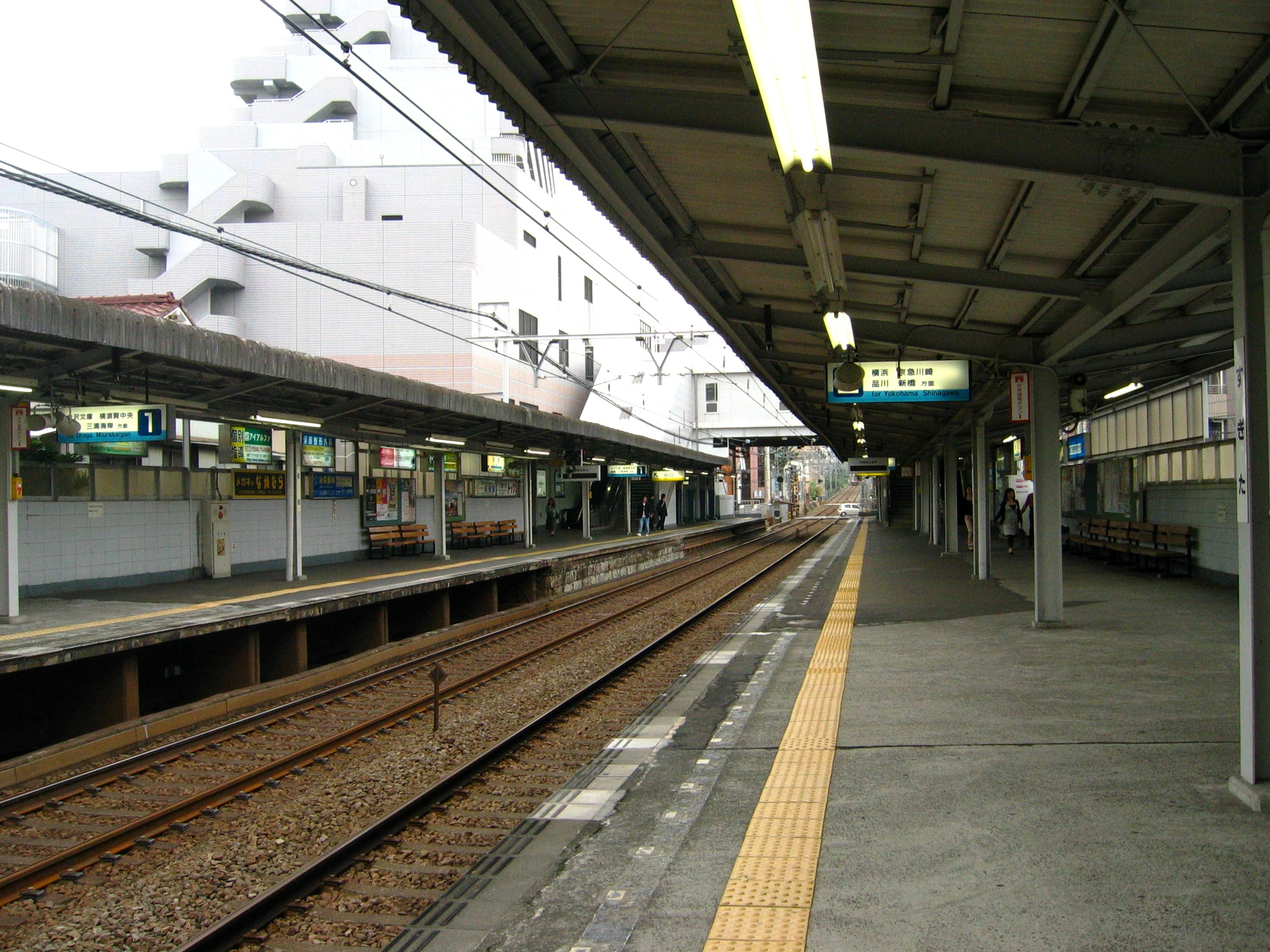
月台（2007年10月）

杉田站（日语：／ Sugita eki */?）位於日本神奈川縣橫濱市磯子區杉田二丁目，是屬於京濱急行電鐵本線的鐵路車站。車站編號是KK46。

## 年表
- 1930年（昭和5年）7月10日 - 作為湘南電氣鐵道臨時車站啟用。
- 1931年（昭和6年）5月1日 - 升格為正式車站。
- 1941年（昭和16年）11月1日 - 湘南電氣鐵道與京濱電氣鐵道合併，本站成為京濱電氣鐵道車站。
- 1942年（昭和17年）5月1日 - 與東京急行電鐵（大東急）合併，本站成為東急車站。
- 1948年（昭和23年）6月1日 - 京濱急行電鐵從東京急行電鐵脫離獨立，本站成為京濱急行電鐵車站。
- 1970年（昭和45年）3月 - 站房改建為跨站式站房。
- 1993年（平成5年）4月 - 車站大樓「Plula杉田（日语：杉田 (横浜市)）」開幕。
- 2010年（平成22年）
  - 3月 - 新設往月台的電梯。翌年4月上行月台新設廁所。
  - 5月 - 為配合機場急行停靠，月台有效長度延伸至八輛編組。
  - 5月16日 - 改點，成為新設的機場急行停靠站。

## 車站結構
本站為京急直營站，月台配置為側式月台，同時設置2條路軌。京急富岡方向有杉田第一平交道。月台設有電扶梯與電梯，西口出口也設有電梯。另外，東口出口的電梯與電扶梯是位於Plula杉田（プララ杉田）內，只在營業時間開放。
1970年（昭和45年）建的跨站式站房位於京急富岡方向，設有東口與西口。站房東側直通商業設施「Plula杉田」。大廳位置相當於Plula杉田的中3樓，站內導覽也以「中3樓」表示。
東口出口旁有、「出口（JR新杉田站 步行約10分）」的標示。另外也可穿越Plula杉田前往該站。本站與新杉田站在2008年（平成20年）3月15日起開始定期券連絡運輸。
因應2010年（平成22年）5月16日改點起新設的「機場急行」停站，月台往品川方向延伸。2010年（平成22年）春季上行月台增設本站第一座廁所。

### 月台配置
| 月台 | 路線 | 方向 | 目的地                   |
| ---- | ---- | ---- | ------------------------ |
| 1    | 本線 | 下行 | 橫須賀中央、三浦海岸方向 |
| 2    | 本線 | 上行 | 橫濱、品川方向           |

## 使用情況
2016年度1日平均上下車人次為34,868人，京急線全部72個車站當中排行第14位。是僅有機場急行與普通列車停靠的車站中最多人上下車的一站。
近年1日平均上下、上車人次推移如下表。
| 年度               | 1日平均 上下車人次 | 1日平均 上車人次 | 來源     |
| ------------------ | ------------------ | ---------------- | -------- |
| 1980年（昭和55年） |                    | 12,762           |          |
| 1981年（昭和56年） |                    | 12,934           |          |
| 1982年（昭和57年） |                    | 13,167           |          |
| 1983年（昭和58年） |                    | 13,393           |          |
| 1984年（昭和59年） |                    | 13,249           |          |
| 1985年（昭和60年） |                    | 13,578           |          |
| 1986年（昭和61年） |                    | 13,816           |          |
| 1987年（昭和62年） |                    | 13,962           |          |
| 1988年（昭和63年） |                    | 14,145           |          |
| 1989年（平成元年） |                    | 14,293           |          |
| 1990年（平成02年） |                    | 14,548           |          |
| 1991年（平成03年） |                    | 14,402           |          |
| 1992年（平成04年） |                    | 13,852           |          |
| 1993年（平成05年） |                    | 14,162           |          |
| 1994年（平成06年） |                    | 14,499           |          |
| 1995年（平成07年） |                    | 14,596           | [ * 1 ]  |
| 1996年（平成08年） |                    | 14,219           |          |
| 1997年（平成09年） |                    | 13,996           |          |
| 1998年（平成10年） |                    | 13,952           | [ * 2 ]  |
| 1999年（平成11年） |                    | 13,976           | [ * 3 ]  |
| 2000年（平成12年） | 28,800             | 14,401           | [ * 3 ]  |
| 2001年（平成13年） | 29,610             | 14,887           | [ * 4 ]  |
| 2002年（平成14年） | 30,117             | 15,138           | [ * 5 ]  |
| 2003年（平成15年） | 31,249             | 15,594           | [ * 6 ]  |
| 2004年（平成16年） | 31,730             | 15,881           | [ * 7 ]  |
| 2005年（平成17年） | 32,228             | 16,175           | [ * 8 ]  |
| 2006年（平成18年） | 32,793             | 16,484           | [ * 9 ]  |
| 2007年（平成19年） | 33,426             | 16,677           | [ * 10 ] |
| 2008年（平成20年） | 34,261             | 17,013           | [ * 11 ] |
| 2009年（平成21年） | 33,711             | 16,883           | [ * 12 ] |
| 2010年（平成22年） | 33,761             | 16,763           | [ * 13 ] |
| 2011年（平成23年） | 33,454             | 16,598           | [ * 14 ] |
| 2012年（平成24年） | 33,704             | 16,738           | [ * 15 ] |
| 2013年（平成25年） | 34,169             | 16,964           | [ * 16 ] |
| 2014年（平成26年） | 34,046             | 16,907           | [ * 17 ] |
| 2015年（平成27年） | 34,648             | 17,164           | [ * 18 ] |
| 2016年（平成28年） | 34,868             |                  |          |

## 車站周邊
車站周邊是歷史悠久的聚落。車站到東邊400公尺的新杉田站之間有商店街Plum Road杉田（ぷらむろーど杉田），附近還有東漸寺與以杉田梅林聞名的妙法寺等多座寺院。
周邊其他主要設施有橫濱市立杉田小學校（步行3分）、橫濱市立濱中學校（步行7分）、橫濱市立杉田地區中心（Prura杉田內）、橫濱杉田西郵便局（步行5分）等。

### 巴士路線
本地可搭乘橫濱市營巴士與橫濱京急巴士的路線巴士。除了車站旁的「杉田站前」、「杉田小學校前」兩巴士站，往東步行5分左右的國道16號上有聖天橋巴士站。
「杉田站前」巴士站在平交道對向的栗木町側是往磯子方向的乘車處，聖天橋側是往栗木町方向的乘車處。「杉田小學校前」巴士站在Plula杉田（搬入口、地下停車場入口旁）是往磯子方向的乘車處，往前是往栗木町方向的乘車處。
- 杉田站前、杉田小學校前（橫濱市營巴士）
  - <10>：往峰之鄉 / 往磯子站前行
  - <293>：上中里團地循環／往磯子站前
- 聖天橋（橫濱京急巴士）
  - <4>：往追濱站、追濱車庫前 / 往磯子站
  - <110>：往杉田、杉田平和町 / 往橫濱站
  - <上5>、<磯6>：往杉田 / 往上大岡站（1日2 - 4班）

## 相鄰車站
京濱急行電鐵
 本線
□早晨翼號、□京急翼號、■快特、■快特（金澤文庫站以南為特急）、■特急
通過
■機場急行
上大岡（KK44）－杉田（KK46）－能見台（KK48）
■普通
屏風浦（KK45）－杉田（KK46）－京急富岡（KK47）

## 外部連結
- 杉田站（各站資訊） - 京濱急行電鐵